# وجهات طيران الشرق الأوسط
تشمل هذه المقالة جميع الوجهات التي تخدمها شركة طيران الشرق الأوسط في يناير 2009.

## أفريقيا

### شمال أفريقيا
- مصر
  - القاهرة (مطار القاهرة الدولي)

### غرب أفريقيا
- ساحل العاج
  - أبيجان (مطار أبيجان الدولي)
- غانا
  - أكرا (مطار كوتوكا الدولي)
- نيجيريا
  - لاغوس (مطار مورتالا محمد الدولي)

## أسيا

### جنوب غرب آسيا
- لبنان
  - بيروت (مطار بيروت - رفيق الحريري الدولي) [مركز العمليات]
- العراق
  - بغداد (مطار بغداد الدولي)
  - البصرة (مطار البصرة الدولي)
  - اربيل (مطار أربيل الدولي)
  - النجف (مطار النجف الدولي)
- الأردن
  - عمان (مطار الملكة علياء الدولي)
- الكويت
  - مدينة الكويت (مطار الكويت الدولي)
- قطر
  - الدوحة (مطار الدوحة الدولي)
- السعودية
  - الرياض (مطار الملك خالد الدولي)
  - جدة (مطار الملك عبد العزيز الدولي)
  - الدمام (مطار الملك فهد الدولي)
  - المدينة (مطار الأمير محمد بن عبد العزيز الدولي) (موسمي)
- الإمارات العربية المتحدة
  - أبوظبي (مطار أبوظبي الدولي)
  - دبي (مطار دبي الدولي)

## أوروبا
- أرمينيا
  - يريفان (مطار يريفان الدولي)
- قبرص
  - لارنكا (مطار لارنكا الدولي)
- الدنمارك
  - كوبنهاغن[1] (مطار كوبنهاغن الدولي) (موسمي)
- فرنسا
  - باريس (مطار شارل ديغول الدولي)
  - نيس (مطار نيس) (موسمي)
  - بروكسل بلجيكا
- ألمانيا
  - فرانكفورت (مطار فرانكفورت الدولي)
- اليونان
  - أثينا (مطار اثينا الدولي)
- إيطاليا
  - روما (مطار ليوناردو دافنشي)
  - ميلان (مطار ميلان الدولي)
- سويسرا
  - جنيف (مطار جنيف الدولي)
- تركيا
  - أسطنبول (مطار أتاتورك الدولي)
- المملكة المتحدة
  - لندن (مطار لندن هيثرو)